# ضريح مير رضي الدين أرتيماني
ضريح مير رضي الدين أرتيماني (بالفارسية: آرامگاه میررضی‌الدین آرتیمانی) هو ضريح تاريخي يعود إلى الدولة البهلوية، ويقع في تويسركان.